# Сенсорный феномен
Сенсорный феномен — это цепочка чувств, телесных или психологических, которые предшествуют и сопровождают повторяющееся поведение, связанных с синдром Туретта и тиками. Эти явления также могут определяться как общенаправленные или сфокусированные чувства дискомфорта или симптомы вышеупомянутых тиков, что, как правило, раскрепощает движение. При сенсорном феномене возникают порывы или ощущения, подобно акатизии или синдрому беспокойных ног, при которых двигательный аппарат освобождается от неприятных ощущений. «У людей с тиками могут проявляться общенаправленные или сфокусированные ощущения напряжения, которые возникают при движении, то есть тик».
Сенсорный феномен включает в себя телесные ощущения, психические порывы и чувства внутренней напряженности, чувство незавершённости, неудовлетворенности и стремление довести всё «до ума».
Физические восприятия включают в себя сфокусированные или общенаправленные телесные ощущения (как правило, тактильные, мышечно-скелетные и/или висцеральные); психологические же ощущения включают в себя только непреодолимые желания, высвобождение энергии (психическая энергия, которая нарастает и нуждается в разрядке), чувство незавершённости и просто необходимость предоставить себя чему-либо. Эти симптомы могут быть важным критерием для группировки больных по спектру обсессивно-компульсивных расстройств Туретта. Наличие сенсорного феномена объясняет различие субъектов с Синдромом Туретта, включая спектр обсессивно-компульсивных расстройств (ОКР) от субъектов со спектром обсессивно-компульсивных расстройств только.
В отличие от стереотипных направлений других расстройств движений (например, choreas, dystonias, myoclonus и dyskinesias), тики и синдром Туретта временно пресекаются предостерегающими позывами. Непосредственно перед началом тика большинство людей с синдромом Туретта осознают некую навязчивость, которая похожа на желание чихнуть или почесать зудящее место. Некоторые описывают необходимость в тике, как нарастание напряженности, в частности, анатомического характера, которые осознанно выбираются для реализации, словно человек был «должен сделать это». Примерами таких предостерегающих позывов являются ощущения присутствия чего-то в горле или сфокусированный дискомфорт в плечах, приводящие к необходимости очистить горло или сбросить что-то с плеч. Фактически, тики могут восприниматься, как попытки снять эту напряженность или зуд. Другим примером является моргание глазами с целью облегчения неприятного ощущения в глазах. Опубликованная информация о синдроме Туретта определяет сенсорный феномен, как основной симптом синдрома Туретта, даже если он не включен в диагностические критерии.